# Andraca olivacea olivacens
Andraca olivacea olivacens is een ondersoort van vlinder uit de familie van de gevlamde vlinders (Endromidae). De wetenschappelijke naam van de soort werd voor het eerst geldig gepubliceerd in 1958 door Mell.